# Udamina leprieurii
Udamina leprieurii là một loài bọ cánh cứng trong họ Cerambycidae.